# بارون ستوري
بارون ستوري (بالإنجليزية: Barron Storey)‏ هو رسام توضيحي وفنان أمريكي، ولد في 6 أبريل 1940 في دالاس في الولايات المتحدة.

## وصلات خارجية
- الموقع الرسمي